# 't Pallieterke
't Pallieterke est un hebdomadaire satirique belge de droite conservatrice et nationaliste flamande, créé en 1945.
La revue satirique néerlandophone, considérée comme non-conformiste et indépendante des partis politiques, se présente comme « une revue pour les personnes de mauvais caractère mais de bon cœur. », sa devise étant : « Ce qui ne peut être dit avec allégresse, n’est pas la vérité. » Le nom « ’t Pallieterke » fait référence à la revue d'avant-guerre Pallieter, publié par l’écrivain flamand Filip De Pillecyn, à son tour dérivée du personnage Pallieter du roman du même nom de Félix Timmermans.

## Bref historique

### La création de la revue et son fondateur
Le journaliste anversois Bruno de Winter, qui travaillait pour Het Handelsblad, créa le « journal de caniveau » en 1945. De Winter ne reculait pas devant la ridiculisation de bon nombre d’hommes politiques et il ne se retenait pas lorsqu’il fallait dénoncer des abus. Ainsi, il osa prendre la défense des victimes de la répression d’après-guerre lorsque celle-ci atteignit son zénith. Bien que De Winter ne se fût jamais engagé dans la collaboration, anglophile comme il l’était, il critiqua les injustices de la répression et de l’épuration d’après-guerre tout en dénonçant fermement les patriotes belges et la résistance. Aussi, il n’approuvait pas l’hypocrisie politique et fransquillonne, la démagogie et le communisme. Stylistiquement, son journal se situait entre ironie, satire et gravité.

### Évolution de la revue
D'un flamingantisme catholique un peu anarchique, il évolua vers un nationalisme flamand de droite. Après la mort prématurée de Bruno de Winter en 1955, Jan Nuyts lui succéda comme rédacteur en chef, poursuivant ce processus avec davantage de fermeté. L'éditeur actuel en est Leo Custers. Bien que la revue n’ait pas de lien officiel avec les partis politiques ou groupes de pression, les opinions qui y sont ventilées montrent un penchant pour le Vlaams Belang. Karel Dillen, fondateur du parti politique nationaliste flamand de droite le Vlaams Blok a été pendant de nombreuses années (mais parfois sous un pseudonyme) un important contributeur à la revue. Son fils, Koen Dillen, est actuellement auteur de la rubrique des nouvelles sur la France.

## Catégories
't Pallieterke se focalise principalement sur la politique domestique, mais la revue comprend également des rubriques sur l’étranger, l’économie, les livres, la télévision, le cinéma, la musique, l’art, théâtre et sport. Régulièrement, des dossiers sont consacrés à des sujets historiques.

## Collaborateurs
Au commencement, ‘t Pallieterke était essentiellement une initiative individuelle, mais le nombre de collaborateurs a augmenté petit à petit. Parmi les collaborateurs les plus connus, l’on notera : Louis De Lentdecker, Arthur de Bruyne, Jef Anthierens, Jan D'Haese, Jan Merckx, Karel Dillen, Gerolf Annemans, Jef Elbers, Mark Grammens, Bob Mau, Marc Platel, Paul Belien, Jan Neckers et Koenraad Elst. Les dessins animés et caricatures furent fournis par des artistes comme Willy Mertens, Jef Nys, Brasser et par André Nollet.

## Éditeur
En outre, ‘t Pallieterke est une maison d'édition qui publie, entre autres, l’hebdomadaire du même nom.

## Ressources